# México en los Juegos Paralímpicos de Tokio 2020
México estuvo representado en los Juegos Paralímpicos de Tokio 2020 por un total de 60 deportistas, 31 hombres y 29 mujeres.

## Medallistas
El equipo paralímpico mexicano obtuvo las siguientes medallas:
| Nombre                  | Deporte                   | Evento                      |
| ----------------------- | ------------------------- | --------------------------- |
| Oro                     |                           |                             |
| Mónica Olivia Rodríguez | Atletismo                 | 1500 m T11 femenino         |
| José Rodolfo Chessani   | Atletismo                 | 400 m T38 masculino         |
| Amalia Pérez            | Levantamiento de potencia | –61 kg femenino             |
| José Arnulfo Castorena  | Natación                  | 50 m braza SB2 masculino    |
| Diego López             | Natación                  | 50 m libre S3 masculino     |
| Jesús Hernández         | Natación                  | 150 m estilos SM3 masculino |
| Juan Diego García       | Taekwondo                 | –75 kg masculino            |
| Plata                   |                           |                             |
| Gloria Zarza            | Atletismo                 | Peso F54 femenino           |
| Diego López             | Natación                  | 200 m libre S3 masculino    |
| Bronce                  |                           |                             |
| Rosa Carolina Castro    | Atletismo                 | Disco F38 femenino          |
| Rosa María Guerrero     | Atletismo                 | Disco F55 femenino          |
| Rebeca Valenzuela       | Atletismo                 | Peso F12 femenino           |
| Leonardo de Jesús Pérez | Atletismo                 | 100 m T52 masculino         |
| Juan Pablo Cervantes    | Atletismo                 | 100 m T54 masculino         |
| Nely Miranda            | Natación                  | 50 m braza SB3 femenino     |
| Fabiola Ramírez         | Natación                  | 100 m espalda S2 femenino   |
| Jesús Hernández         | Natación                  | 50 m braza SB2 masculino    |
| Ángel de Jesús Camacho  | Natación                  | 50 m espalda S4 masculino   |
| Jesús Hernández         | Natación                  | 200 m libre S3 masculino    |
| Diego López             | Natación                  | 50 m espalda S3 masculino   |
| Lenia Ruvalcaba         | Yudo                      | –70 kg femenino             |
| Eduardo Ávila           | Yudo                      | –81 kg masculino            |